# 廈門事件
廈門事件（あもいじけん）とは、1900年（明治33年）8月24日から9月7日にかけて清国（当時）福建省廈門に対し、台湾総督府が陸軍を上陸させようとし未遂に終わった事件である。

## 背景
同年8月ごろ北京天津地域におきていた義和団事件は、列国各軍が北京城内の公使館区域を解放するなどして最終段階にあった。しかし、これに先立つ7月中旬よりロシアが中国東北地方での主要都市の占拠作戦を開始する一方、上海では、英仏両国が居留民保護を掲げ、陸兵を上陸させるなどしており、中国大陸全体の情勢は義和団事件後の勢力圏拡大競争における勢力争いに移行していた。

## 廈門事件の経過
台湾を領有していた日本は、かねてより対岸の福建での勢力拡大を狙っていた。しかし日本政府は廈門への軍隊の派遣に列国がどのような態度をしめすか計りかねており、派遣の口実もつかみかね、行動に出られずにいた。その中で8月10日に廈門占領を閣議決定する。そして8月15日に列強によって北京公使館区域が救出され義和団事件の帰趨が見えだしたのちの8月20日、首相山縣有朋は、福建・浙江両省を軍事上も通商上も日本の勢力範囲とする「南進経営」論の意見書を提出していた。8月24日早朝廈門市市街地の東本願寺布教所が焼失したため、台湾総督児玉源太郎と民政長官後藤新平が治安維持の名目で海軍陸戦隊を上陸させ廈門を軍事占領させようとした。この放火自体も謀略性の強いものであったとされる。その後、廈門駐在日本領事からの出兵要請により、台湾駐屯軍事部隊を廈門に向けて出発させた。

## 撤兵へ
この廈門占領は、英国・米国・ドイツの疑惑を呼び各国の領事は強く抗議した。とくに英国はこれに対抗して軍艦より水兵隊を上陸させた。このことから伊藤博文を首班とする日本政府は、布教所の焼失程度で陸軍の派兵を正当化することはできないと判断して、派兵行動の中止を命じた。児玉はそれに従い陸兵隊を乗せた輸送船を引き返させた。海軍陸戦隊も各国領事との協議のもと撤兵した。列強各国の意図は、日本の福建省への勢力拡大を好ましく思わなかったことと、清国の南方諸総督が南清秩序維持協定を締結して戦闘区域を北清に限定していた状況を保ちたいという意図があった。一方日本は、義和団事件鎮圧を通じて生じていた列強各国との関係を崩したくないという意図が働いた。そのため事件の責任の所在は曖昧なままにされ、処罰された者はいなかった。

## 南清への勢力拡大の意図のその後
台湾総督府による福建省等南清への勢力拡大の意図は、軍事面でなく経済面で行うという「対岸経営」が行われることになる。